# Abengoa
Abengoa ist ein spanisches multinationales Unternehmen mit Tochterunternehmen in mehreren Bereichen wie Energieversorgung, Telekommunikation, Logistik oder Umwelttechnik.
Die Firma wurde 1941 von Javier Benjumea (1915–2001) gegründet und hat ihren Hauptsitz in Sevilla. Von 1991 bis zur spektakulären Insolvenz des Unternehmens im Jahr 2015 war sein Sohn Felipe Benjumea (* 1957) Vorstandsvorsitzender. Heute ist die Familie Benjumea nicht mehr führend an dem Konzern beteiligt.

## Befesa
Bis zum Jahr 2013 gehörte zu Abengoa auch die Unternehmensgruppe Befesa, die im Bereich industrielle Entsorgung tätig ist. Zu der Gruppe gehören u. a. die Befesa Steel Services GmbH in Duisburg, die Befesa Zinc GmbH in Duisburg und die Befesa Salzschlacke GmbH in Hannover. Im Jahr 2013 wurde die Befesa an den Investmentfonds Triton Partners verkauft.

## Joint Venture mit Ebro Puleva
Abengoa hat ein Joint Venture mit der spanischen Firma Ebro Puleva für die Herstellung von Biokraftstoff in mehreren Werken. Das Werk Planta de Bio-Dosbio betrieben Biocombustibles Castilla y León, Ebro Pulvera und Abengoa.
Über Abengoa Energy (USA) kontrollierte Abengoa im Jahr 2009 zu 68 % die Gesellschaft Abengoa Energy France, die im französischen Ort Lacq zu diesem Zeitpunkt mit einer Investition von 200 Millionen Euro ein Ethanol-Werk mit einer geplanten Produktionskapazität von 197.500 Tonnen errichten ließ.
Mit CEPSA wurde das Werk Planta de Gibraltar („Bio-Gibraltar“) betrieben.

## Abengoa Solar
Abengoa begann sein Engagement in der Entwicklung von Solartechnologie 1984 mit dem Bau der Plataforma Solar de Almería im Süden Spaniens.
Abengoa hat die Förderung von zwei Forschungs- und Entwicklungsprogrammen im Bereich solarthermischer Kraftwerke durch das Energieministerium der Vereinigten Staaten bekannt gemacht. Das Volumen beläuft sich auf 14 Millionen US-Dollar. Ziel dieser Programme ist die Entwicklung von Solartechnologie, die mit konventionellen Energiequellen bis 2015 konkurrenzfähig sein soll.

## Finanziell
| in Mio. € | Umsatz   | Gewinn    | Fremdkapitalquote in % |
| --------- | -------- | --------- | ---------------------- |
| 2013      | 7.356,47 | 101,44    | 89,28                  |
| 2014      | 7.150,57 | 125,29    | 88,94                  |
| 2015      | 5.755,48 | -1.213,48 | 96,4                   |
| 2016      | 1.510,05 | -7.629,06 | > 100                  |
| 2017      | 1.479,77 | 4.277,77  | > 100                  |
| 2018      | 1.302,73 | -1.497,86 | > 100                  |
| 2019      | 1.493    | -517      |                        |

## Insolvenz
Nachdem Zweifel an der Liquidität des Unternehmens aufgekommen waren und der Einstieg eines möglichen Geldgebers gescheitert war, kündigte Abengoa am 25. November 2015 an, dass die Firma vorläufigen Gläubigerschutz nach spanischem Insolvenzrecht beantragen will. Wird keine Einigung mit den über 200 Gläubigerbanken erzielt, droht die mit Abstand größte Firmenpleite in der Geschichte Spaniens. Als ursächlich gelten insbesondere die Maßnahmen der konservativen Zentralregierung, Förderungen und Einspeisevergütungen aus erneuerbaren Energien, teilweise rückwirkend, zu kürzen, außerdem überhöhte Gehälter und Abfindungen an derzeitige und ehemalige Manager des Unternehmens. Von Seiten der Partei Vereinigte Linke wurden Forderungen laut, das Unternehmen zu verstaatlichen.
Am 18. Dezember 2015 verhängte die spanische Richterin Carmen Lamela der Audiencia Nacional Kautionen, die innerhalb von 24 Stunden hinterlegt werden mussten. Die Höhe der Kautionen entspricht den Abfindungssummen der beiden höchsten Manager von Abengoa, Felipe Benjumea (11,5 Millionen) und Manuel Sánchez Ortega (4,5 Millionen), die diese sich vor dem Insolvenzantrag selbst bewilligt hatten. Der ausgewiesene Fehlbetrag bei Antragstellung betrug 9 Milliarden.